# 2021 LU43
2021 LU43 est un objet transneptunien faisant partie des cubewanos, découvert en 2021 mais retrouvé sur des données de 2013. Il a été découvert en cherchant une cible potentielle pour la sonde New Horizons.

## Caractéristiques
Le diamètre de 2021 LU43 est estimé à environ 190 kilometres